# Jean Valette (peintre)
Pour les articles homonymes, voir Jean Valette et Valette.
Jean Valette né le 30 mai 1825 à Ainay-le-Vieil (Cher) et mort à Paris  le 4 mai 1878 est un sculpteur et peintre français.

## Biographie
Jean Valette s'inscrit en 1848 à l'École des beaux-arts de Paris dans les ateliers de François Jouffroy et Jean-Marie Bonnassieux.
Il participe pour la première fois au Salon en 1847, où il présente Cujas, jurisconsulte. Il réalise des sculptures d'ornementation pour des églises. 
Son travail est récompensé par une troisième médaille au Salon de 1861.

## Postérité
Une rue d'Ainay-le-Vieil porte son nom, ainsi qu'un collège à Saint-Amand-Montrond.

## Salons
- 1847 : Cujas, jurisconsulte[3].
- 1859 : Vierge Immaculée ; Le Semeur d'ivraie, bronze[4].
- 1861 : Ménade, plâtre, obtient une 3e médaille.
- 1864 : L'Immaculée Conception ; Pandore.
- 1865 : Bérénice[3].
- 1866 : Les deux Voix ; Desdémona.
- 1869 : Héro.
- 1873 : La Garde mobile.
- 1874 : Ménade, marbre.
- 1877 : Frileuse.

## Œuvres dans les collections publiques
- Bizeneuille, château de Grand-Champ : fronton, 1858.
- Bourges, jardin des Prés Fichaux :
  - Ménade, 1874, marbre ;
  - Cadran solaire, berger et ses moutons, sculpture[5].
- Castres, musée Goya : Portrait de Monseigneur de Barral, évêque de Castres de 1752 à 1773, d'après Léonard Defrance, 1837, huile sur toile[6].
- Juranville : La Garde mobile, sculpture.
- Paris :
  - église Notre-Dame de Bercy : Saint-Pierre, 1867, sculpture.
  - église Saint-Étienne-du-Mont : Saint-Hilaire, évêque de Poitiers, 1861, sculpture.
  - jardin du Luxembourg : Il Dispetto, 1872, marbre.
- Poitiers, musée Sainte-Croix : Buste de Cazaux, 1860, plâtre[7].